# Eddy Capron
Eddy Capron (ur. 15 stycznia 1971 w Saint-Pierre) – piłkarz francuski pochodzenia martynikańskiego grający na pozycji środkowego obrońcy.

## Kariera klubowa
Capron urodził się na Martynice. Karierę piłkarską rozpoczął we Francji, w klubie FC Nantes. W 1990 roku awansował do kadry pierwszej drużyny Nantes. 21 lipca 1990 zadebiutował w Ligue 1 w zremisowanym 0:0 domowym meczu z SM Caen. Od sezonu 1991/1992 był podstawowym zawodnikiem Nantes. W 1995 roku osiągnął z Nantes swój największy sukces w karierze, gdy wywalczył mistrzostwo Francji. W Nantes grał do końca sezonu 1996/1997.
Latem 1997 Capron odszedł z Nantes do Stade Rennais. W sezonie 1997/1998 był podstawowym zawodnikiem klubu, jednak w następnym nie rozegrał żadnego meczu. W 1999 roku przeszedł do CS Sedan. W 2003 roku spadł z tym klubem do z Ligue 1 do Ligue 2. Po spadku Sedanu odszedł do Le Mans FC. Grał w nim w sezonie 2003/2004 i następnie zakończył karierę.
| Sezon   | Klub          | Kraj    | Rozgrywki | Mecze | Bramki |
| ------- | ------------- | ------- | --------- | ----- | ------ |
| 1990/91 | FC Nantes     | Francja | Ligue 1   | 12    | 0      |
| 1991/92 | FC Nantes     | Francja | Ligue 1   | 30    | 1      |
| 1992/93 | FC Nantes     | Francja | Ligue 1   | 31    | 2      |
| 1993/94 | FC Nantes     | Francja | Ligue 1   | 28    | 0      |
| 1994/95 | FC Nantes     | Francja | Ligue 1   | 30    | 1      |
| 1995/96 | FC Nantes     | Francja | Ligue 1   | 9     | 0      |
| 1996/97 | FC Nantes     | Francja | Ligue 1   | 12    | 0      |
| 1997/98 | Stade Rennais | Francja | Ligue 1   | 28    | 1      |
| 1998/99 | Stade Rennais | Francja | Ligue 1   | 0     | 0      |
| 1999/00 | CS Sedan      | Francja | Ligue 1   | 15    | 0      |
| 1999/00 | CS Sedan      | Francja | Ligue 1   | 19    | 1      |
| 2000/01 | CS Sedan      | Francja | Ligue 1   | 23    | 0      |
| 2001/02 | CS Sedan      | Francja | Ligue 1   | 35    | 0      |
| 2002/03 | Le Mans FC    | Francja | Ligue 1   | 17    | 0      |